# Shayna Baszler
Shayna Andrea Baszler (ur. 8 sierpnia 1980 w Sioux Falls) – amerykańska wrestlerka oraz emerytowana zawodniczka MMA. Najbardziej znana jest z występów w WWE.
Przed wrestlingiem Baszler specjalizowała się głównie w MMA. Najbardziej znana jest ze swojej kadencji w UFC. Stoczyła tam dwie przegrane walki. Po odejściu z federacji zajęła się profesjonalnym wrestlingiem, debiutując w marcu 2015 roku. Występuje dla federacji WWE od 2017 roku. Dwukrotnie zdobyła zarówno NXT Women's Championship i WWE Women's Tag Team Championship, wraz z Nią Jax. Czyni ją to czterokrotną mistrzynią kobiet WWE.

## Kariera w mieszanych sztukach walki

### Debiut
W swojej pierwszej odnotowanej walce przegrała przez TKO z Amandą Buckner. Na NFF: The Breakout 10 marca 2007 pokonała przez poddanie Samanthę Anderson.

### Elite XC (2007–2008)
27 lipca pokonała przez poddanie Jan Finney. Trzy miesiące później pokonała Jennifer Tate, również przez poddanie. 26 lipca 2008 przegrała z Cris Cyborg przez TKO w drugiej rundzie.

### Strikeforce (2009–2010)
Po zamknięciu Elite XC w 2009 roku Baszler zadebiutowała w Strikeforce, w przegranej walce przeciwko Sarah Kaufman, 19 czerwca 2009.

### Federacje niezależne (2010–2012)
Baszler 30 stycznia 2010 wzięła udział w turnieju o mistrzostwo w kategorii walki kobiet w wadze koguciej w kategorii FREESTYLE Cage Fighting. W pierwszej rundzie ćwierćfinałowego pojedynku poddała Megumi Yabushita. Baszler zmierzyła się z Alex Davis w drugiej rundzie turnieju FCF na 40 FCF 27 marca 2010. Pokonała Davis jednogłośną decyzją. Baszler miała zmierzyć się z Jan Finney w finale turnieju na FCF 43 12 czerwca 2010 r. Jednak Finney wycofała się, aby rywalizować w Strikeforce, a Baszler zmierzyła się zamiast tego z Adrienną Jenkins. Baszler pokonała Jenkins w pierwszej rundzie i została mistrzynią FCF w wadze koguciej kobiet.
19 listopada 2010 Baszler zmierzyła się z Elainą Maxwell na gali The Cage Inc .: Battle at the Border 7. Baszler pokonała Maxwell poddaniem w pierwszej rundzie, aby zostać mistrzynią TCI kobiet.
Baszler miała bronić swojego tytułu TCI w rewanżu przeciwko Alex Davis na The Cage Inc: Battle at the Border 10, 30 lipca 2011 r. Jednak walka została odwołana po podpisaniu kontraktu Davis ze Strikeforce.
Baszler miała się zmierzyć się z Kelly Kobold w rewanżu na Cage Fighting Xtreme: Spring Brawl 21 kwietnia 2012. Jednak 16 marca ogłoszono, że wydarzenie zostało odwołane.

### Invicta Fighting Championships (2012–2013)

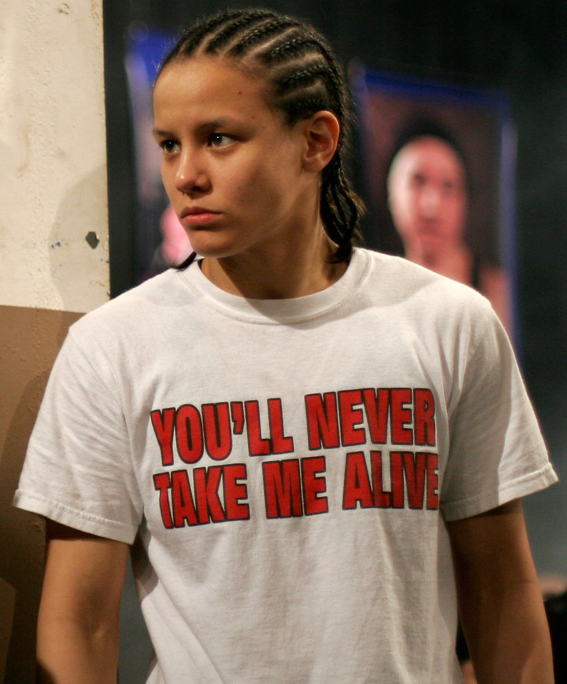
Baszler w 2007 roku

28 kwietnia ogłoszono, że Baszler zmierzy się z Sarą McMann w głównym wydarzeniu Invicta FC 2: Baszler vs. McMann. Wydarzenie to miało miejsce 28 lipca 2012 r. Baszler przegrała tę walkę.
Baszler zmierzyła się z Sarah D'Alelio na Invicta FC 3 6 października 2012.  Pokonała D'Alelio przez poddanie z powodu duszenia zza pleców na początku drugiej rundy.
Baszler zmierzył się z Alex Davis w rewanżu na Invicta FC 4: Esparza vs. Hyatt 5 stycznia 2013.  Została pokonana przez techniczne poddanie z powodu duszenia zza pleców w trzeciej rundzie.

### Ultimate Fighting Championship (UFC) (2013–2015)

#### The Ultimate Fighter (2013–2014)
W sierpniu 2013 roku ogłoszono, że Baszler została jednym z zawodników wybranych do The Ultimate Fighter: Team Rousey vs. Team Tate. W swojej walce o wejście do TUF, Baszler zmierzyła się z Colleen Schneider i wygrała przez poddanie w pierwszej rundzie. Baszler została wtedy wybrana przez Rondę Rousey jako pierwszy wybór do drużyny.  Baszler następnie przegrała z Julianną Peñą.
Baszler miała zmierzyć się z Sarah Kaufman w finale The Ultimate Fighter Nations, jednak 2 kwietnia 2014 roku wycofała się z walki z powodu kontuzji.

#### Główna karta i odejście (2015)
W swoim debiucie na głównej karcie Baszler zmierzyła się z Bethe Correią 30 sierpnia 2014 roku na UFC 177. Przegrała walkę przez TKO w drugiej rundzie.
Baszler zmierzyła się z Amandą Nunes 21 marca 2015 roku na UFC Fight Night 62. Przegrała walkę przez TKO w pierwszej rundzie.  Baszler następnie odeszła z organizacji, aby uprawiać wrestling.

### Emerytura
Ostatnią walkę w formule MMA stoczyła 25 lutego 2017, gdy została pokonana przez Reinę Miurę.

## Kariera wrestlerki

### Federacje niezależne (2015)
Zadebiutowała 26 września 2015 na QPW/APW Renowned, zostając pokonaną przez Cheerleader Melissę. 30 października pokonała Nicole Matthews. W styczniu 2016 przegrała rewanż.
23 stycznia 2016 roku na imprezie Magnum Pro Wrestling Baszler pokonała Heather Paterę.

### Absolute Intense Wrestling (AIW) (2016)
W kwietniu zadebiutowała w AIW, przegrywając z Mią Yim. W czerwcu pokonała Vedę Scott. W sierpniu pokonała Annie Social.
9 września 2016 pokonała Heidi Lovelace i została mistrzynią kobiet AIW. Swoją pierwszą obronę tytułu zaliczyła 5 listopada pokonując Britt Baker. Również zachowała mistrzostwo przeciwko Ray Lyn i Ayzali w trójstronnym meczu Rise Wrestling 10 listopada. Po raz kolejny zachowała mistrzostwo przeciwko Lovelace w rewanżu 25 listopada.

### Shimmer Women Athletes (2016)
W czerwcu 2016 roku Baszler zadebiutowała w Shimmer Women Athletes w tomie 81 pokonując Rhię O'Reilly. Zwyciężyła z Solo Darling w tomie 82, a w tomie 83, bezskutecznie wyzwała Nicole Savoy o tytuł Heart Of Shimmer Championship. Po raz kolejny pokonała Mię Yim w tomie 85.
Razem z Mercedes Martinez przegrały z The Aussie Squad (Kellie Skater i Shazza McKenzie) w tomie 86. W tomie 87, walczyła z Kay Lee Ray, Heidi Lovelace i Vanessą Kraven w fatal 4-way, wygranym przez Kraven. W tomie 88 przegrała z Shazzą McKenzie, w wyniku dyskwalifikacji. W tomie 89 po raz kolejny przegrała z McKenzie w meczu bez dyskwalifikacji. W 90. tomie po raz kolejny zwyciężyła z Heidi Lovelace.

### World Wonder Ring Stardom (2015, 2017)
W październiku 2015 r. Baszler wzięła udział w dwóch wydarzeniach japońskiej promocji World Wonder Ring Stardom, podczas amerykańskiego wydarzenia w Covina.  Pierwszy mecz w teamie z Bretanii Wonder i Datura przegrały z Oedo Tai (Yasukawa, Kris Wilka i Kyoko Kimura), i dwa dni później bezskutecznie walczyła z Cheerleaderką Melissą o mistrzostwo GRPW Lady Luck.
Wróciła do promocji w styczniu 2017 r., tym razem występując w Japonii. Zadebiutowała 3 stycznia, współpracując z Mayu Iwatani i Jungle Kyona, aby pokonać Sumie Sakai, Kagetsu i Kyoko Kimurę. Następnego dnia połączyła siły z Nixon Newell i Kay Lee Ray, aby pokonać Iwatani, Kairi Hojo i Konami. Następnego dnia zmierzyła się z Himomi Mimurą i Viper w triple theart, który wygrała Viper. 15 stycznia wzięła udział w kolejnym Triple Threat Matchu, tym razem pokonując Momo Watanabe i Jungle Kyon. 29 stycznia połączyła siły z Deonną Purrazzo i Christi Jaynes, aby pokonać Kris Wolf, Vipera i Kagetsu. 23 lutego Baszler bezskutecznie wyzwała Io Shirai o tytuł World of Stardom Championship.

### WWE (2017–obecnie)

#### NXT (2017–2020)

##### Mae Young Classic (2017)
W lipcu Shayna Baszler wystartowała w turnieju Mae Young Classic, który miał za zadanie wyłonić nową gwiazdę WWE. 13 lipca pokonała Zedę w pierwszej rundzie turnieju. W następnych rundach Baszler pokonała kolejno Mię Yim, Candice LeRae i Mercedes Martinez, docierając do finału. W finale została pokonana przez Kairi Sane.

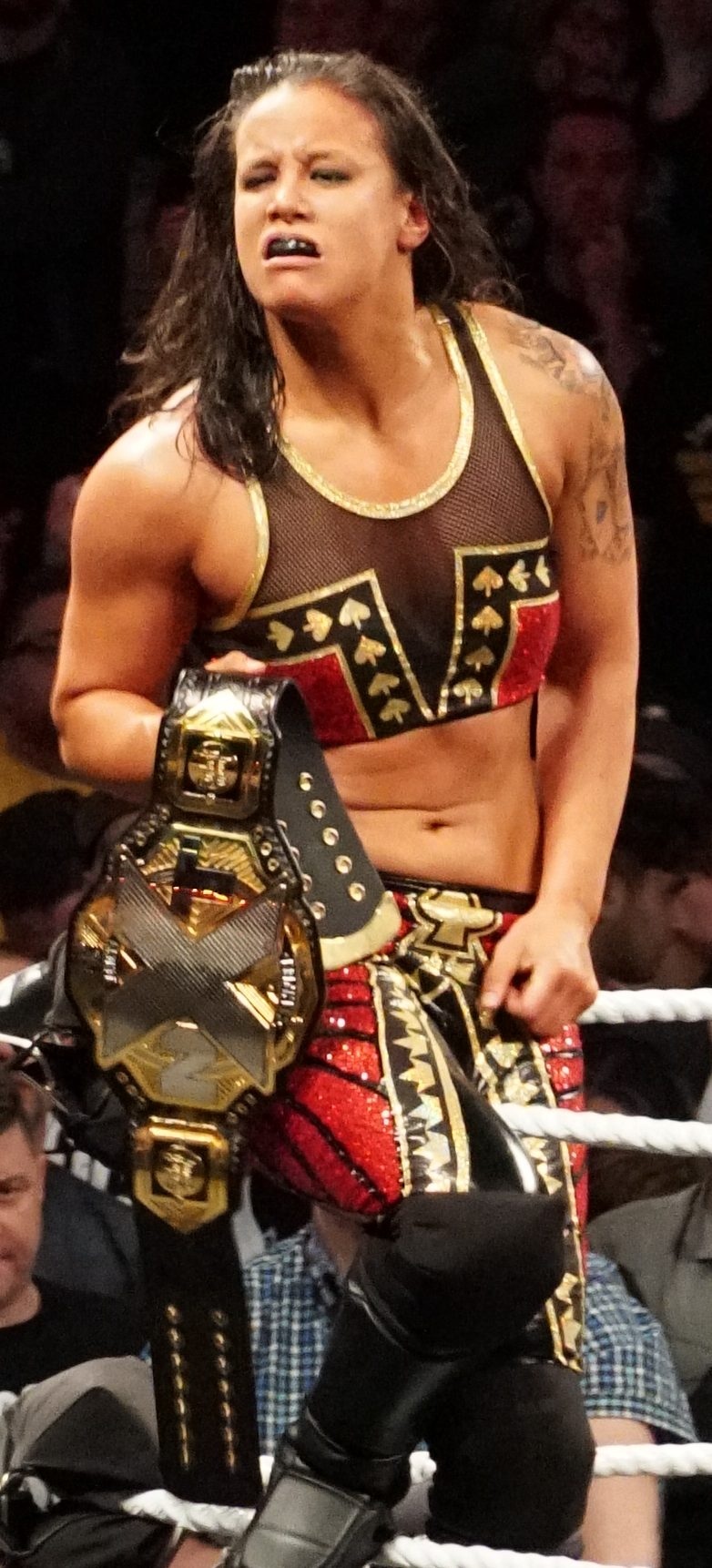
Baszler zaraz po wygranej na NXT TakeOver: New Orleands

#### NXT Women's Champion (2017–2020)
Na house show 10 sierpnia wraz z The IIconics (Peyton Royce i Billie Kay) zostały pokonane przez Kairi Sane, Aliyah i Dakotę Kai. 12 sierpnia pokonała Zedę. 3 października oficjalnie ogłoszono, że Baszler podpisała kontrakt z firmą.
27 grudnia zadebiutowała w telewizji atakując Kairi Sane. 10 stycznia 2018 pokonała Dakotę Kai. Po meczu zaatakowała Kai, ale szybko przegoniła ją mistrzyni kobiet NXT Ember Moon. Doprowadziło to do meczu o tytuł na NXT TakeOver: Phiadelphia, w którym Shaynie nie udało się wygrać. Po meczu Baszler zaatakowała Moon. Podczas rewanżu na NXT TakeOver: New Orleands pokonała Moon, aby po raz pierwszy wygrać NXT Women's Championship.
Po zdobyciu tytułu rozpoczęła feud z Nikki Cross, który zakończył się na NXT TakeOver: Chicago II, gdzie Baszler zwyciężyła Cross, w tytułowym starciu. Utraciła tytuł mistrzowski na NXT TakeOver: Brooklyn 4 na rzecz Kairi Sane, kończąc panowanie po 133 dniach. Na Evolution pokonała Sane w rewanżu, pozostawiając jej panowanie najkrótszym jak dotąd (71 dni). Obroniła mistrzostwo kolejno na NXT TakeOver: WarGames, w rewanżu przeciwko Sane, na NXT TakeOver: Phoenix przeciwko Biance Belair i na NXT TakeOver: New York w fatal 4-way matchu przeciwko Kairi Sane, Bianca Belair i Io Shirai.
Po tym meczu Shayna rozpoczęła feud z Io Shirai. Pokonała ją w mistrzowskiej walce na NXT TakeOver: XXV, oraz 26 czerwca na NXT w steel cage matchu. Na NXT TakeOver: Toronto pokonała Mię Yim, broniąc NXT Women's Championship po raz kolejny. 2 października obroniła tytuł przeciwko Candice LeRae.
1 listopada na SmackDown dołączyła do team NXT na Survivor Series, gdzie wraz z innymi gwiazdami marki wypowiedziała wojnę Raw i SmackDown. Następnie rozpoczęła feud z  zapaśniczkami z innych marek. Na NXT TakeOver: WarGames Team Baszler przegrał z Team Ripley. Na Survivor Series Baszler wygrała z Raw Women's Champion Becky Lynch i SmackDown Women's Champion Bayley w Triple Threat.
18 grudnia straciła NXT Women's Championship na rzecz Rhei Ripley, kończąc panowanie po 416 dniach, 5 najdłuższym panowaniu kobiety. Na Royal Rumble wzięła udział w meczu Royal Rumble kobiet, gdzie wyeliminowała 8 kobiet, a sama została wyeliminowana przez zwyciężczynię Charlotte Flair. Swój ostatni mecz na NXT stoczyła 22 stycznia, pokonując debiutantkę Shotzi Blackheart.

#### WWE Women's Tag Team Champion (2020–2021)
10 lutego zadebiutowała na Raw, atakując i gryząc w kark Raw Women's Champion Becky Lynch. Na Elimination Chamber wygrała mecz, o miano pretendentki do Raw Women's Championship, na Wrestlemanię 36, eliminując każdą zawodniczkę. Przez następne tygodnie Lynch i Baszler atakowały się nawzajem. Na WrestleManii nie udało się jej zdobyć tytułu, po tym jak Lynch wykonała roll-up kontrując akcję kończącą Baszler. 13 kwietnia pokonała Sarah Logan, aby zakwalifikować się do meczu Money in the Bank kobiet. 10 maja na Money in the Bank nie udało jej się zdobyć kontraktu. 11 i 18 maja pokonała Natalyę (drugi raz w submission matchu).
Pod koniec lipca rozpoczęła feud z Nią Jax. Panie wdały się w kilka bójek, po czym Jax została zawieszona na czas nieokreślony. Następnie wdała się w kolejny feud z ówczesnymi mistrzyniami kobiet tag team WWE Sashą Banks i jej tag team partnerką SmackDown Women's Champion Bayley. Do wszystkiego dołączyła się Asuka, która utraciła Raw Women's Championship na rzecz Banks po wyliczeniu pozaringowym, po tym jak Bayley zaatakowała jej przyjaciółkę Kairi Sane. 3 sierpnia Shayna Baszler zmierzyła się z Sashą Banks, ale walkę przerwała Asuka, która zaatakowała zarówno Banks i Bayley. 17 sierpnia Baszler połączyła siły z Asuką, aby pokonać Bayley i Sashę Banks. Podczas meczu została zaatakowana przez Nię Jax. Na SmackDown 14 sierpnia wzięła udział w triple brand battle royal o miano pretendentki do SmackDown Women's Championship na SummerSlam, wygranego przez Asukę. Po tym jak Asuka odzyskała tytuł od Sashy Banks na SummerSlam, Baszler pomogła jej obronić mistrzostwo na Raw 24 sierpnia w lumberjack matchu, powstrzymując Bayley, która chciała pomóc Banks. Chwilę później na zapleczu Nia Jax zaproponowała Baszler zgodę i pomoc, w zdobyciu WWE Women's Tag Team Championship na Payback, na co Baszler się zgodziła. Na gali Baszler i Jax zdobyły tytuły. Udało im się obronić mistrzostwa, w meczu rewanżowym 4 września na SmackDown.
Nia Jax i Shayna Baszler miały stanąć w obronie WWE Women's Tag Team Championship przeciwko The Riott Squad (Liv Morgan i Ruby Riott) na Clash of Champions, jednak walka została odwołana, w ostatniej chwili, ponieważ mistrzynie nie otrzymały zezwolenia medycznego na pojedynek. Starcie zostało przełożone na 5 września, gdzie mistrzynie wyszły zwycięsko. 12 września obie panie brały udział w battle royal o miano pretendentki do Raw Women's Championship, który wygrała Lana.
Na Raw, 19 października, Asuka zachowała Raw Women's Championship, w pojedynku przeciwko Lanie. Po meczu obie zostały zaatakowane przez WWE Women's Tag Team Champions Nię Jax i Shaynę Baszler. Cały listopad i połowę grudnia, wraz z Laną, Asuka tworzyła mocny sojusz, który co tydzień wygrywał z mistrzyniami tag teamów. Następnie sojusz Lany i Asuki otrzymał mecz o tytuły na TLC: Tables, Ladders & Chairs. W końcu Jax i Baszler zaatakowały Lanę, doprowadzając do kontuzji i wykreślając ją z meczu oraz zmuszając Asukę do wyboru nowego partnera. 20 grudnia 2020, na TLC: Tables, Ladders & Chairs Jax i Baszler straciły tytuły na rzecz Raw Women's Champion Asuki i tajemniczego partnera, powracającej Charlotte Flair, kończąc panowanie po 112 dniach.
Rywalizacja ucichła kiedy Flair i Asuka reprezentowały tytuły częściej na SmackDown, niż na Raw, gdzie znajdowały się Jax i Baszler. Na Raw zaś Asuka zmagała się z przerażającą Alexą Bliss, nad którą 25 stycznia 2021 zachowała Raw Women's Championship, a Charlotte była skupiona na Lacey Evans, która dopiero co związała się z jej ojcem, Rikiem Flairem. Oprócz tego Charlotte czasami wdawała się w konfrontacje słowne z byłymi mistrzyniami. 25 stycznia również, gdy Asuka była zajęta sukcesywną obroną tytułu nad Bliss, Flair zmierzyła się w meczu pojedynczym z Baszler, który zakończył się brakiem konkursu. Następnie sprzymierzyła się z Daną Brooke i Mandy Rose, aby zostać pokonanymi przez Jax, Baszler i Evans, w meczu który początkowo zakończył się wyliczeniem, z korzyścią dla drużyny Charlotte, ale obie strony zgodziły się na restart. Po tym ogłoszono, że Nia i Shayna dostaną rewanż o tytuły na Royal Rumble. Asuka i Flair na gali straciły tytuły, po tym jak Lacey Evans zaatakowała Charlotte, podczas gdy sędzia nic nie widział.
Jax i Baszler zdominowały dywizję drużynową kobiet przez pierwszą połowę 2021 roku. Przez cały luty pojawiały się na każdym odcinku Raw, SmackDown oraz NXT, broniąc swoich mistrzostw przeciwko drużynom z każdego brandu, czyli przeciwko Lanie i Naomi z Raw, Sashy Banks i Biance Belair ze SmackDown oraz Dakocie Kai i Raquel González z NXT. Wszystkie trzy drużyny zapewniły sobie szanse na walkę o tytuły, kiedy to 1 lutego 2021, Lana i Naomi wygrały Triple Threat tag team match przeciwko Asuce i Charlotte Flair oraz Danie Brooke i Mandy Rose, Banks i Belair pokonały same mistrzynie, w 6-man tag team matchu, 19 lutego, a Kai i González wygrały kobiecy turniej Dusty Rhodes Tag Team Classic, tym samym stając się pretendentami do tytułów. Na Elimination Chamber, Jax i Baszler pokonały Banks i Belair, aby obronić mistrzostwo. 3 marca mistrzynie wzbudziły kontrowersje po wygranym, tytułowym starciu z Dakotą i Raquel na odcinku NXT, po tym jak Baszler poddała Kai, aby wygrać, mimo tego, że w ringu legalną zawodniczką była González.
Kolejne pretendentki, czyli Lana i Naomi, uległy Nii i Shaynie w mistrzowskim starciu, 8 marca 2021 na odcinku Raw. Rewanżowa walka z Sashą Banks i Biancą Belair odbyła się na Fastlane, gdzie bez zmian mistrzynie wyszły zwycięsko. Na część 2 WrestleManii 37, czyli 11 kwietnia 2021, Jax i Baszler zostały wyznaczone do obrony tytułu mistrzowskiego, w walce z zwyciężczyniami Tag Team Turmoil matchu, który został zaplanowany na część 1, czyli 10 kwietnia. Natalya i Tamina wyszły zwycięsko z tego starcia, lecz następnego dnia zostały pokonane przez drużynę mistrzyń.
Przez cały kwiecień Jax i Baszler, u boku nowego menedżera Reginalda, kontynuowały rywalizację z Natalyą i Taminą. Rywalki co tydzień odnosiły zwycięstwa zarówno nad Nią, jak i Shayną, a nawet nad Reginaldem. Doprowadziło to do rewanżu o tytuły, na SmackDown 14 maja 2021, gdzie Natalya i Tamina zakończyły dominację Jax i Baszler, odbierając im mistrzostwa. Tą walką duet zakończył drugie panowanie Nii i Shayny po 103 dniach.

## Inne media

### Gry video
Baszler wystąpiła w dwóch grach video: WWE 2K19 i WWE 2K20.

## Życie osobiste
Ojciec Baszler jest pochodzenia niemieckiego, a matka chińskiego. Jest również członkiem społeczności LGBTQ.

## Mistrzostwa i osiągnięcia

### MMA
- Freestyle Cage Fighting
  - FCF Women's Bantamweight Grand Prix Championship (1 raz)
- Invicta FC
  - Walka nocy (2 razy) (kontra Sara McMann, Alexis Davis)
- The Cage Inc.
  - Mistrzostwa TCI kobiet 140 funtów (1 raz, pierwsza)

### Wrestling
- Absolute Intense Wrestling
  - AIW Women's Championship (1 raz)[117]
- New Horizon Pro Wrestling
  - IndyGurlz Australian Championship (1 raz)[118]
  - Turniej Global Conflict Shield (2017)
- Premier Wrestling
  - Premier Women's Championship (1 raz)[119]
- Pro Wrestling Illustrated
  - Miejsce nr 4 wśród 100 najlepszych zapaśniczek w PWI Female 100 w 2019 roku[120]
- Quintessential Pro Wrestling
  - QPW Women's Championship (1 raz)[121]
- Sports Illustrated
  - Miejsce nr 4 z 10 najlepszych zapaśniczek roku 2019
- WWE
  - NXT Women’s Championship (2 razy)[122]
  - WWE Women's Tag Team Championship (2 razy) – z Nią Jax[123]
  - Elimination Chamber 2020 winner[77]
  - Nagroda NXT na koniec roku (1 raz)
    - Zawodniczka Roku (2019)